# هاري فوكس (لاعب كريكت)
هاري فوكس (بالإنجليزية: Henry Fox)‏ (30 سبتمبر 1856 في المملكة المتحدة - 1888 في أذربيجان) هو لاعب كريكت بريطاني (وحمل سابقاً جنسية المملكة المتحدة لبريطانيا العظمى وأيرلندا). لعب مع نادي مقاطعة سومرست للكريكت ‏.